# Dunărea Galați în sezonul 1977-1978
Sezonul 1977-1978  se încheie cu retrogradarea echipei în Liga a II-a, deoarece sezonul 1976-1977 a fost unul încheiat foarte prost din toate punctele de vedere, se încearcă promovarea dar fără speranță însă, echipa va atinge totuși această treaptă din nou iarăși dar abia în sezonul 1978-1979. 

## Echipă
| Nr. |         | Poziție | Jucător            |
| --- | ------- | ------- | ------------------ |
| -   | România | P       | Vasile Oană        |
| -   | România | P       | Ilie Hagioglu      |
| -   | România | F       | Nicușor Vlad       |
| -   | România | F       | Mihai Olteanu      |
| -   | România | F       | Eugen Stoicescu    |
| -   | România | F       | Constantin Țolea   |
| -   | România | F       | Petre Deselnicu    |
| -   | România | F       | Irimia Popescu     |
| -   | România | M       | Viorel Haiduc      |
| -   | România | M       | Radu Moțoc         |
| -   | România | M       | Ion Constantinescu |
| -   | România | M       | Nicolae Burcea     |
| -   | România | M       | Mihail Majearu     |
| -   | România | M       | Costel Orac        |
| -   | România | M       | Ene Aret           |
| -   | România | A       | Sorin Balaban      |
| -   | România | A       | Constantin Bezman  |
| -   | România | A       | Dan Radu           |
| -   | România | A       | Ion Oblemenco      |
| -   | România | A       | Valentin Cramer    |

## Transferuri

### Sosiri
| Post | Jucător           | De la echipa          | Suma de transfer  | Dată |  | ---- |
| ---- | ----------------- | --------------------- | ----------------- | ---- |  | ---- |
| A    | Constantin Bezman | Dacia Unirea Brăila   | liber de contract | -    |  |      |
| A    | Ion Oblemenco     | Universitatea Craiova | liber de contract | -    |  |      |
| F    | Petre Deselnicu   | Victoria Craiova      | liber de contract | -    |  |      |

### Plecări
| Post | Jucător | De la echipa | Suma de transfer | Dată |  | ---- |
| ---- | ------- | ------------ | ---------------- | ---- |  | ---- |

Clasamentul după 34 de etape se prezintă astfel:

## Seria II

### Rezultate
| Victorii | Egaluri | Înfrângeri | Cea mai mare victorie | Cea mai mare înfrangere |

### Sezon intern
| 1 | FC Bihor Oradea  | FCM Galați            |  | 0-3 (0-1) |
| 2 | FCM Galați       | Jiul Petroșani        |  | 3-2 (3-2) |
| 3 | FC Argeș Pitești | FCM Galați            |  | 2-1 (0-0) |
| 4 | FCM Galați       | Ceahlăul Piatra Neamț |  | 3-0       |